# Darantasia cyanifera
Darantasia cyanifera là một loài bướm đêm thuộc phân họ Arctiinae, họ Erebidae.